# Parioli Challenger 1984
Il Parioli Challenger 1984 è stato un torneo di tennis facente parte della categoria ATP Challenger Series nell'ambito dell'ATP Challenger Series 1984. Il torneo si è giocato a Parioli in Italia dal 30 aprile al 5 maggio 1984 su campi in terra rossa.

## Vincitori

### Singolare
John Frawley ha battuto in finale  Francisco Yunis con il punteggio di 6–4, 7–5

### Doppio
Simone Colombo /  Gianni Ocleppo hanno battuto in finale  John Frawley /  Michiel Schapers con il punteggio di 4–6, 6–4, 6–3